# Althüttendorf
Althüttendorf is een gemeente in de Duitse deelstaat Brandenburg, en maakt deel uit van het Landkreis Barnim.
Althüttendorf telt 607 inwoners.